# SN 1604
超新星1604（編號： SN 1604，或稱克卜勒超新星）是位於銀河系內的一顆超新星，位置在蛇夫座內。到目前為止，SN 1604是銀河系內最後一顆肉眼可见的超新星，距地球僅4,000秒差距（約13,000光年）。高峰時曾成為全天最亮的恒星，也比金星外的其他行星亮，視星等為−2.5。

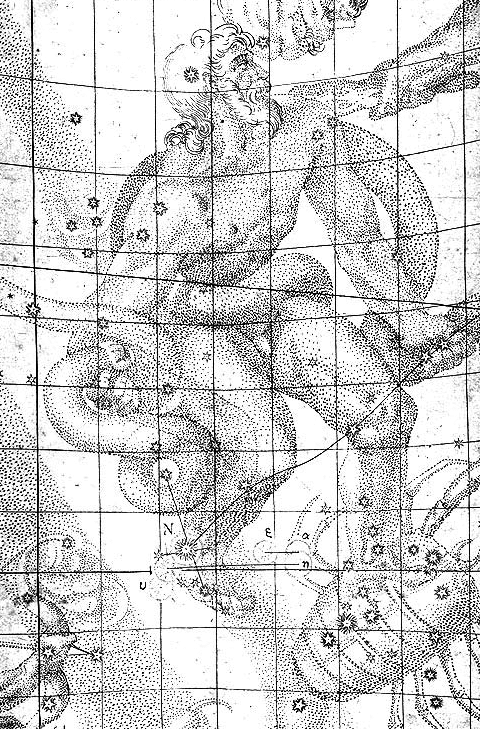
克卜勒所繪的星圖，記錄了超新星的位置，以字母"N"標示。（由下數起第四行，左起第四格，蛇夫座的右腳跟）

此超新星在1604年10月9日首次被人發現。到10月17日，德國天文學家克卜勒發現是次現象，他深入研究後寫了一本書鉅細無遺地記錄此事，書名為《De Stella nova in pede Serpentarii》（蛇夫座足部的新星）。 	

而在《明史》中對此次超新星爆發也有記載：
|                                | （萬曆）三十二年九月乙丑，尾分有星如弹丸，色赤黄，见西南方，至十月而隐。十二月辛酉，转出东南方，仍尾分。明年二月渐暗，八月丁卯始灭。 |
| ——《明史》志第3 天文三（卷27） | |

超新星1604是當代看見的第二次超新星爆發，前一次發生在1572年（第谷新星）。此後，再無觀測到銀河系內的超新星爆發，但是河外的超新星則屢見不鮮，最矚目的有超新星1987A。 	 
超新星1604爆發後的遺骸成為了往後發現的同類物體的原型，在四百年後的今天仍然是常常被深入研究的天體。

## 外部連結
- SEDS有關SN1604的介紹